# Sommer, Sonne, Depression
Sommer, Sonne, Depression ist ein Lied der deutschen Singer-Songwriterin Madeline Juno aus dem Jahr 2021. Das Stück ist die fünfte Singleauskopplung aus ihrem fünften Studioalbum Besser kann ich es nicht erklären.

## Entstehung und Artwork
Das Lied wurde von der Interpretin selbst, gemeinsam mit dem Berliner Musiker Joschka Bender und dem Koblenzer Sänger Wieland Stahnecker (Blinker), geschrieben. Bender zeichnete darüber hinaus auch für die Aufnahme, Instrumentierung, Produktion und Programmierung verantwortlich. Für die Instrumentierung spielte er dabei die Gitarre und das Keyboard ein. Blinker arbeitete bei der Produktion zu Besser kann ich es nicht erklären erstmals mit Juno zusammen. Bender ist bereits seit Beginn von Junos Karriere im Jahr 2013 festes Mitglied ihrer Liveband und an diversen Produktionen, in verschiedenen Funktionen, beteiligt. Abgemischt wurde das Lied durch den Kornwestheimer Toningenieur Ralf Christian Mayer. Das Mastering erfolgte durch GKG Mastering in Freising, unter der Leitung des Studioinhabers Ludwig Maier.
Auf dem Frontcover der Single ist – neben dem Liedtitel – Juno zu sehen. Sie trägt ein weißes Kleid und liegt mit geschlossenen Augen auf einem rotfarbigen Tartanboden, während ihre linke Hand auf dem Bauch liegt und sie sich mit der rechten Hand durch die Haare fährt.

## Veröffentlichung und Promotion
Die Erstveröffentlichung von Sommer, Sonne, Depression erfolgte als Single am 30. Juli 2021 bei Embassy of Music. Diese erschien als digitaler Einzeltrack zum Download und Streaming. Der Vertrieb erfolgte durch Tonpool, verlegt wurde das Lied durch BMG Rights Management und Universal Music Publishing. Am 14. Januar 2022 erschien das Lied als Teil von Junos fünften Studioalbum Besser kann ich es nicht erklären (Katalognummer: 770200), dessen fünfte Singleauskopplung es ist.
Erstmals angekündigt hat Juno die Single zu Sommer, Sonne, Depression über ihre sozialen Medien am Sonntag vor der Veröffentlichung, dem 25. Juli 2021.

## Inhalt
| „Wenn wieder Capri-Eis auf Hände schmilzt. Und meine Freunde fragen, ob ich rauskomm’n will. Hab’ ich mein All-time-Low auf dem Balkon. Für immer Sommer, Sonne, Depression. Wenn wieder jeder Richtung Freibad flieht. Und sich die halbe Stadt grad neu verliebt. Hab’ ich mein All-time-Low auf dem Balkon. Für immer Sommer, Sonne, Depression.“ – Refrain, Originalauszug | Der Liedtext zu Sommer, Sonne, Depression ist in deutscher Sprache verfasst und stammt von der Interpretin selbst sowie Joschka Bender und Blinker. Alle Texter komponierten zugleich die Musik in der Tonart h-Moll mit 154 Schläge pro Minute. Musikalisch bewegt sich das Lied im Bereich der Popmusik. Inhaltlich gehe es in Sommer, Sonne, Depression darum, dass man sich als Person zur Sommerzeit noch mehr fehl am Platz vorkomme, als es sowieso schon der Fall sei. Die Depressionen seien noch ausgeprägter, obwohl es einem eigentlich zu dieser Jahreszeit besser gehen sollte. Juno wolle in dem Stück die Kontraste zwischen den dunklen Schatten einer Depression und der Positivität und Leichtigkeit des Sommers unterstreichen, was unter anderem durch Zeilen wie: „Ihr seht die Sonne und ich seh‘ den Sonnenbrand“ verbildlicht werden soll. Juno selbst beschrieb das Lied als kleine „Hyme“ für alle die schwitzen, weinen und das oft gleichzeitig. |

Aufgebaut ist das Lied aus zwei Strophen, einem Refrain, einer Bridge und einem Outro. Es beginnt mit der ersten Strophe, die als Achtzeiler geschrieben wurde. Darauf folgt erstmals der Refrain, der sich aus zwei Vierzeilern zusammensetzt, deren letzten beiden Zeilen jeweils gleich sind. Der gleiche Aufbau wiederholt sich mit der zweiten Strophe. Nach dem zweiten Refrain setzt als musikalisches Zwischenspiel die Bridge ein, die drei Zeilen umfasst, ehe erneut der Refrain einsetzt, ehe das Lied mit dem Outro endet. Das Outro greift auf die Bridge zurück und ist eine Wiederholung der ersten beiden Zeilen ebendieser.

## Musikvideo
Zu Sommer, Sonne, Depression erschienen zwei offizielle Videoveröffentlichungen. Zunächst feierte am 30. Juli 2021 ein Lyrikvideo auf der Videoplattform YouTube seine Premiere. Dieses zeigt Juno, die auf einem Parkettboden liegt und von einer Lichtershow begleitet wird, während am unteren Ende der Liedtext eingeblendet wird. Das Video stammt von Juno selbst.
Das offizielle Musikvideo wurde am 21. August 2021 nach einer Idee von Juno selbst gedreht und feierte seine Premiere nur fünf Tage später. Dieses zeigt Juno, die gegen Nachmittag von ihrer Bekannten Jenny Schneider zu einer „Poolparty“ eingeladen wird, bei der sie am Abend auch ein Konzert gibt. Während des gesamten Tagesverlaufs wird sie von einer schwarzen Gestalt als Zeichen ihrer Depression, mit Ähnlichkeiten zum Sensenmann, begleitet beziehungsweise verfolgt. Das Video endet mit Juno und der Person an einer Bushaltestelle. Während die Person in den Bus einsteigt, bleibt Juno an der Station sitzen und scheint sichtlich erleichtert zu sein. Die Gesamtlänge des Videos beträgt 3:05 Minuten. Regie führte der Wuppertaler Filmemacher Marvin Ströter, der zuvor schon Regie für Juno bei Obsolet (August 2020), Lass mich los (Februar 2021) und Tu was du willst (Juni 2021) führte. Bis April 2025 zählte das Video über 7000 Aurfufe auf YouTube.

## Mitwirkende
| Liedproduktion - Joschka Bender: Gitarre, Keyboard, Komposition, Liedtext, Musikproduktion, Programmierung, Tonaufnahme - Madeline Juno: Gesang, Komposition, Liedtext - Ludwig Maier: Mastering - Ralf Christian Mayer: Abmischung - Wieland Stahnecker (Blinker): Komposition, Liedtext Musikvideo - Steffi Ganschow: Filmproduktion - Madeline Juno: Idee - Vanessa Lichtenwald: Haare, Schminke - Marvin Ströter: Regie | Unternehmen - BMG Rights Management: Musikverlag - Embassy of Music: Musiklabel - GKG Mastering: Tonstudio - Tonpool: Vertrieb - Universal Music Publishing: Musikverlag |

## Rezensionen
Arne Lehrke von Plattentests.de vergab drei von zehn Punkten für das Album und beschrieb es als eher kalten Stein im Geröllhaufen deutschsprachiger Popmusik. Während seiner Rezension hob er jedoch Junos bemerkenswert offenen Umgang mit Depressionen hervor.
Matthias Reichel von CDStarts bewertete das Album Besser kann ich es nicht erklären mit 6,5 von zehn Punkten. Juno sperre darauf „rührselige Balladen“ bis auf Jedes Mal und Nur kurz glücklich fast vollständig aus und zeige den Abgründen der Liebe mit treibenden Liedern wie Obsolet, Sommer, Sonne, Depression oder Vermisse gar nichts lieber den Stinkefinger. Dazu bediene sie sich einer lockeren Sprache, die auf blöde Reime verzichte und in einer Erzählform zuhause sei, der man gerne zuhöre. Sehr viel mehr müsse Popmusik auch nicht können.
Das Online-Musikmagazin Diffus kürte Sommer, Sonne, Depression zur „Empfehlung des Tages“: Die Sonne scheine, Freibäder hätten wieder geöffnet und an jeder Ecke gebe es Eis zu kaufen. Doch während alle anderen in dieser Jahreszeit besonders glücklich zu sein scheinen, habe Juno Probleme, das schöne Wetter zu genießen. In ihrem Lied Sommer, Sonne, Depression besinge sie ihre eigenen Depressionen und zeige, wie schwierig der Sommer sein könne.

## Coverversionen
- 2025: Finch (Album: Sing meinen Song – Das Tauschkonzert, Vol. 12)[20]